# Петрівське (Олександрійський район)
Петрі́вське — колишнє село в Україні, підпорядковувалося Протопопівській сільській раді Олександрійського району Кіровоградської області.
Виключене з облікових даних рішенням Кіровоградської обласної ради від 27 грудня 2013 року.

## Населення
Згідно з переписом УРСР 1989 року чисельність наявного населення села становила 8 осіб, з яких 4 чоловіки та 4 жінки.
За переписом населення України 2001 року в селі мешкали 2 особи. 100 % населення вказало своєю рідною мовою українську мову.